# 徐之銘
徐之銘（1806年—1864年），字新齋，贵州黎平府開泰縣人，清朝政治人物，進士出身。

## 生平
道光十六年（1836年）太后六旬丙申恩科進士，二甲五十名，選翰林院庶吉士，散館授編修。歷任四川保寧府知府，署四川川北道、署重慶府知府。咸豐三年（1853年）升陝西潼商道，次年升湖北按察使。咸豐七年（1857年）升湖南按察使。官至雲南巡撫。

## 外部連結
- 徐之銘 （页面存档备份，存于） 中研院史語所